# 紫式部集
『紫式部集』（むらさきしきぶしゅう）は、紫式部の和歌集。掲載された和歌の分析を通じて、紫式部の思想的背景、彼女が人生で感じていた不条理、虚無感といった生涯にわたる心理的変化を汲み取ることができる。大きく二層に分かれ、前半生は人生に肯定感が強く明るい作品が多いが、後半生は否定的で荒涼とした作風が目立つ。
テクストは基本的に、古本系をくむ陽明文庫本と定家本系をくむ実践女子大学本が伝わっている。また、前記の二底本より大幅に遅れて成立した別本系も存在する。

## 原文の一部
和歌は伝本によって数首ていど異なるがおよそ120首が収められている

## 文献
- 『紫式部集』 南波浩、岩波文庫、1973年10月